# 福雷斯特公園 (伊利諾伊州)
福雷斯特公園（英語：Forest Park）是位於美國伊利諾伊州庫克縣的一個村落。

## 地理
福雷斯特公園的座標為41°52′23″N 87°48′40″W / 41.87306°N 87.81111°W，而該地最高點為海拔高度190米（即623英尺）。

## 人口
根據2010年美國人口普查的數據，福雷斯特公園的面積為6.22平方千米，當中陸地面積為6.22平方千米，而水域面積為0.00平方千米。當地共有人口14167人，而人口密度為每平方千米2,277人。